# Rockmond Dunbar
Rockmond Dunbar (Berkeley, Califórnia, 11 de Janeiro de 1973) é um ator americano, mais conhecido por interpretar Kenny Chadway na série de televisão Soul Food, Benjamin Miles "C-Note" Franklin em Prison Break e recentemente Eli Roosevelt no seriado Sons of Anarchy. Dunbar nasceu em Berkeley, Califórnia. Ele estudou na escola Oakland Technical High School, em Oakland, Califórnia. Quando terminou os estudos se formou na faculdade Morehouse College, em Atlanta, Georgia.

## Início da vida e educação

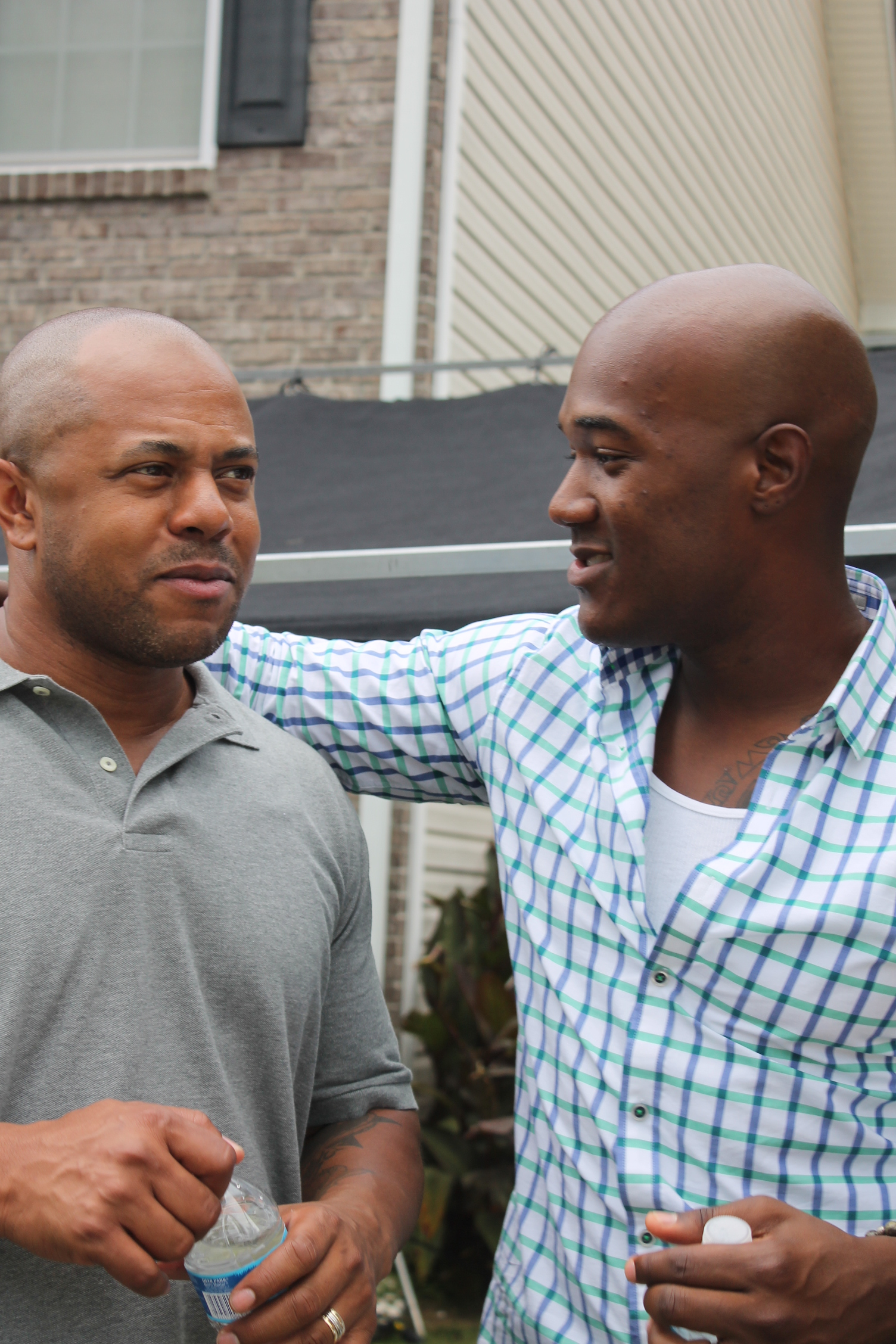
Rockmond Dunbar and Errol Sadler on Set of CurveBall (2014).

Dunbar nasceu em Berkeley, Califórnia. Ele estudou à High School técnica de Oakland, Oakland, Califórnia, Faculdade de Morehouse, Atlanta, Geórgia e graduou-se antes de se tornar ator para estudar na faculdade de Santa Fé, Novo México.

## Carreira

### Televisão
Dunbar é conhecido para seu papel principal como Kenny Chadway na série da televisão Alimento da alma e foi nomeado como uma das 50 estrelas as mais "Sexy" da televisão. Ele Interpreta o personagem regular conhecido por Benjamin Miles "C-Note" Franklin na série de televisão dos americana Prison Break. Em 2007, Dunbar estrelou sobre o breve drama médico no seriado da TNT Heartland.
Os outros créditos de TV de Dunbar incluem participações especiais na Earth 2, Felicity, The Pretender, Two Guys e uma garota e North Shore.
Em 2011, ele se juntou ao elenco da série de sucesso FX Sons of Anarchy como o novo xerife de Charming, Eli Roosevelt.
Em 2013, Dunbar entrou para o drama criminoso da CBS, The Mentalist, como agente do FBI, Dennis Abbott.

## Filmografia

### Programas de televisão
| Ano                   | Título                | Papéis         |
| --------------------- | --------------------- | -------------- |
| 2018 - presente       | 9-1-1                 | Michael Grant  |
| 2013 - 2015           | The Mentalist         | Dennis Abbott  |
| 2011 - 2013           | Sons of Anarchy       | Eli Roosvelt   |
| 2005 - 2007–2016–2017 | Prison Break          | "C-Note"       |
| 2006                  | Dirty Laundry         | Patrick        |
| 2005                  | Head Cases            | Dr. Robinson   |
| 2005                  | Kiss Kiss, Bang Bang  | Sr. Fire       |
| 2004                  | North Shore           | Agente Fernley |
| 2004                  | Girlfriends           | Jalen          |
| 2001                  | All About Yo          | Tim            |
| 2000                  | Soul Food: The Series | Kenny Chadway  |
| 1999                  | The Practice          | Byron Little   |
| 1997                  | The Good News         | Bonz           |
| 1994                  | Earth 2               | Baines         |